# Mustafa Ertuğrul Aker

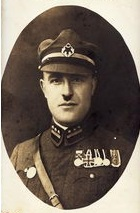
Mustafa Ertuğrul Aker

Mustafa Ertuğrul Aker (* 1892 in Chania auf Kreta; † 1961 in Antalya) war ein türkischer Offizier. In der  Osmanischen Armee bekleidete er den Rang eines Hauptmanns (Yüzbaşı).
Mustafa Ertuğrul wurde 1892 in Chania auf der damals zum Osmanischen Reich gehörenden Insel Kreta geboren. Er absolvierte die Militär-Akademie in Istanbul. Während des Ersten Weltkrieges gelang ihm im Januar 1917 die Versenkung des britischen Flugzeugmutterschiffes Ben-my-Chree. Er versenkte weiterhin den französischen Aviso Paris II und den Marine-Trawler Alexandra. Im  Griechisch-Türkischen Krieg wurde er 1919 in der Provinz Aydin verwundet. Er musste den Militärdienst quittieren und starb 1961 in Antalya.
Zwei der von ihm versenkten Schiffe liegen noch vor Kemer im Mittelmeer. In Kemer ist ein Park nach Mustafa Ertuğrul Aker benannt und ein Denkmal für ihn errichtet worden. Auf Grundlage von ihm angefertigter Tagebücher und Aufzeichnungen erschien 2004 das Buch Ben bir Türk zabitiyim (Ich bin ein türkischer Offizier).